# Batropetes
Genre
Espèce
Synonymes
- Brachystelechus Carroll & Gaskill, 1978
- Petrobates Credner, 1890

Batropetes est un genre fossile de Brachystelechidae recumbirostra microsaure. Les batropètes ont vécu au cours de l'âge Sakmarien au Permien inférieur. Des fossiles attribuables à l'espèce type Batropetes fritschi ont été collectés dans la ville de Freital de la région de Saxe, en Allemagne, près de la ville de Dresde. Du matériel fossile supplémentaire a été trouvé dans le bassin de la Sarre-Nahe dans le sud-ouest de l'Allemagne et a été attribué à trois espèces supplémentaires : B. niederkirchensis, B. palatinus et B. appelensis.

## Description

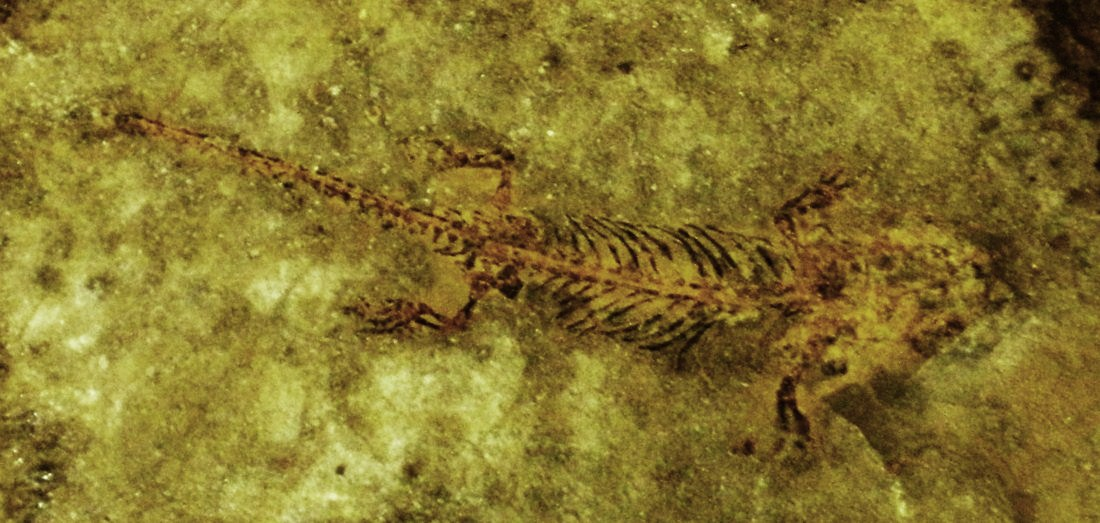
Fossile de Brachyops.

Batropetes est petit et court pour un microsaure. Sa longueur totale moyenne était d'environ 8 centimètres (3,1 po). Les orbites sont grandes tandis que le crâne de cet amphibien est court. Batropetes possède des écailles sur sa face inférieure qui sont similaires à celles des reptiles.
Batropetes se distingue de Carrolla, un autre microsaure brachystéléchidé, par la présence de trois cuspides sur les parties dentaires prémaxillaires et antérieures. Chez Carrolla, il n'y a que deux cuspides. Les caractéristiques diagnostiques supplémentaires observées chez les Batropetes comprennent un os supraoccipital qui n'est pas fusionné à la cupule optique, ainsi que la présence d'un processus rétroarticulaire (une projection à l'arrière de la mâchoire inférieure) et deux os proximaux dans le tarse.

## Classification
Le premier matériel connu à présent attribué au genre Batropetes était à l'origine référé au genre Hyloplesion en 1882. Plusieurs spécimens de Freital ont été décrits sous le nom d'Hyloplesion Fritschi comme de petits non-labyrinthodontes. Trois ans plus tard, les spécimens initialement appelés Hyloplesion Fritschi ont été réaffectés par Carl Hermann Credner au genre Hylonomus sous le nom de Hylonomus fritschia. Des spécimens nouvellement découverts d'autres formes de la même localité ont conduit Credner à croire que deux taxons existaient. Il en nomma l'un, un amphibien, Hylonomus geinitzi, et l'autre, un reptile, Petrobates truncatus.
La préparation ultérieure du matériau examiné par Credner grâce à une technique consistant à retirer mécaniquement l'os mou de la matrice environnante et à couler les cavités dans du latex liquide a révélé plus de détails anatomiques suggérant que trois taxons étaient présents à Freital, et non deux. Un spécimen précédemment appelé Petrobates truncatus a été considéré pour la première fois par Robert L. Carroll et Pamela Gaskill en 1978 comme un microsaure plutôt qu'un reptile. Il était considéré comme distinct de Petrobates, alors perçu comme un captorhinomorphe, basé uniquement sur la structure de l'os atlas.
Parmi les trois espèces représentées à Frietal, Hylonomus geinitzi, telle que décrite par Credner, a depuis été réaffectée au genre microsaure Saxonerpeton, et Petrobates truncatus a été désigné comme Batropetes truncatus par Carroll et Gaskill en 1971. Carroll et Gaskill qualifiaient toujours B. truncatus de reptile captorhinomorphe.
Carroll et Gaskill ont décrit un nouveau microsaure en 1978 originaire de Frietal, qu'ils ont appelé Brachystelechus fritschi. Il a été noté que le crâne de Brachystelechus portait une ressemblance frappante avec celui de Batropetes, qui était considéré comme sans rapport. Il différait de Batropetes en ce qu'il possédait un os interne qui n'a pas été vu dans les spécimens connus de Batropetes.
Un spécimen de microsaure récemment découvert dans le district de Sarre-Nahe, dans le Sud-Ouest de l'Allemagne, a confirmé que Brachystelechus et Batropetes représentent le même genre. Les caractères qui distinguaient auparavant les deux genres l'un de l'autre se trouvent tous dans un seul spécimen, connu sous le nom de SMNS 55884, conservé au Staatliches Museum für Naturkunde Stuttgart. Il s'agit d'un spécimen complet conservé en vue ventrale et composé d'une partie et d'une contrepartie. Le toit du crâne a été examiné en creusant la matrice du haut du bloc et en exposant davantage de caractéristiques anatomiques. Le condyle occipital du SMNS 55884, non perceptible dans le spécimen de Brachystelechus, indique clairement qu'il s'agit d'un microsaure plutôt que d'un reptile captorhinomorphe. Un os interfrontal est vu dans le matériel autrefois référé à Brachystelechus mais pas dans aucun matériel connu à partir de spécimens précédemment attribués à Batropetes. Cela peut être le résultat d'une mauvaise conservation, ou peut-être d'une variation intraspécifique. Les pariétaux du spécimen sont larges et le crâne est court, deux caractéristiques qui l'associent aux genres nord-américains Carrolla et Quasicaecilia,. Sur la base de ces similitudes et d'autres, Carroll, qui a décrit le nouveau matériel en 1991, a construit une nouvelle famille de microbrachomorphes appelée Brachystelechidae pour inclure Batropetes, Carrolla et Quasicaecilia.
Une étude de 2013 sur le genre Batropetes a érigé une nouvelle espèce, Batropetes niederkirchensis, pour le spécimen SMNS 55884. Il a été noté que SMNS 55884 différait du spécimen type de B. fritschi par le nombre de vertèbres présacrées, la largeur entre les orbites, la forme du les os préfrontal, postorbitaire et scapulocoracoïde, et la position du foramen obturé dans les hanches. Deux espèces supplémentaires, B. appelensis et B. palatinus, ont été nommées en 2015 sur la base de nouveau matériel trouvé dans le bassin Sarre-Nahe.
Au cours des années 2010, les microsaures recumbirostra, y compris les brachystéléchidés, ont été de plus en plus considérés comme des sauropsides divergents précoces, plutôt que comme des reptiliomorphes.